# Джалал-Абад (футбольный клуб)
«Джалал-Абад» (кирг. Жалалабат) — футбольный клуб из Кыргызстана, базирующийся в городе Джалал-Абад.

## Названия
- 1969-1976 — «Строитель».
- 1990 — «Химик».
- 1992-1995 — «Кокарт».
- 1996 — «Кокарт-Петрофак».
- 1996-1997 — «Джалал-Абад».
- 1997 — «Динамо».
- 1998-1999 — «Джалал-Абад».
- 2000 — «Динамо»-УВД.
- 2001 — «Динамо»-КПК.
- 2002 — «Джалал-Абад».
- 2003 — «Дома-Ата».
- 2004 — «Джалал-Абад».
- 2005 — «Асыл».
- 2006-2007 — «Джалал-Абад».
- 2007 — «Локомотив».
- 2008 — «Наше пиво».
- 2009 — «Камбар-Ата».
- 2012 — «Сборная»-95.
- 2012-2013 — «Асыл».
- 2014-2018 — Аксы

## История
Основан не позднее 1969 года, в советские времена выступал под названием «Строитель». В соревнованиях мастеров провёл 2 сезона: в 1969 году занял 19-е место в среднеазиатской зоне класса «Б» (третий дивизион), а в 1970 году был 11-м в среднеазиатской зоне класса «Б» (четвёртый дивизион).
С 1971 года выступал в соревнованиях КФК. В чемпионате Киргизской ССР в 1976 году становился чемпионом, в 1974 году — бронзовым призёром (по другим данным, также был чемпионом в 1971 году).
После распада СССР был включён в Высшую лигу Кыргызстана под названием «Кокарт». Дальнейшие выступления отмечены экономическими проблемами, из-за которых клуб часто отказывался от участия в соревнованиях и регулярной сменой названий. Наивысший успех к команде пришёл в 2007 году, когда она выступала под названием «Локомотив».

### Локомотив
В 2007 году «Локомотив» занял 4-е место в чемпионате и стал финалистом Кубка Кыргызстана. Но из-за финансовых проблем команда не стала  участвовать в Высшей лиге в 2008 году.
«Локомотив» до последнего искал способы найти финансирование на новый сезон. Так, руководители клуба и городские власти обращались с официальным письмом к президенту страны Курманбеку Бакиеву, уроженцу Джалал-Абадской области.
Однако это не помогло, и город не смог выставить свою команду для участия в высшем футбольном дивизионе страны, ограничившись Первой лигой.

### Дальнейшая история
В 2009 году клуб последний раз выступил в Высшей лиге под названием «Камбар-Ата». В дальнейшем регулярно играл в Южной зоне Первой лиги в сезонах-2012-2017.

## Достижения
- Финалист Кубка Кыргызстана: 2007.
- Лучший результат в чемпионатах Кыргызстана: 4-е место (2007).
- Лучший результат в чемпионатах СССР: 19-е место в среднеазиатской зоне класса «Б» (1969).
- Чемпион Киргизской ССР среди КФК: 1976.

## Таблица выступлений
| Год  | Лига                         | Место                   | И                       | В                       | Н                       | П                       | Мячи                    |
| ---- | ---------------------------- | ----------------------- | ----------------------- | ----------------------- | ----------------------- | ----------------------- | ----------------------- |
| 1969 | Вторая (зона «Средняя Азия») | 19 из 24                | 46                      | 13                      | 9                       | 24                      | 38-63                   |
| 1970 | Третья (зона «Средняя Азия») | 11 из 17                | 32                      | 10                      | 5                       | 17                      | 35-47                   |
| 1992 | Высшая                       | 11 из 12                | 22                      | 4                       | 2                       | 16                      | 26-70                   |
| 1993 | Высшая                       | 13 из 17                | 32                      | 8                       | 3                       | 21                      | 37-85                   |
| 1994 | Высшая                       | 14 из 14                | 26                      | 2                       | 3                       | 21                      | 15-76                   |
| 1995 | Высшая (зона «Б»)            | 7 из 8                  | 14                      | 3                       | 1                       | 10                      | 17-39                   |
| 1996 | Высшая                       | 8 из 12                 | 22                      | 6                       | 3                       | 13                      | 19-47                   |
| 1997 | Высшая                       | 10 из 10                | 18                      | 1                       | 2                       | 15                      | 8-52                    |
| 1998 | Высшая (Зона «Юг»)           | 4 из 12                 | 22                      | 13                      | 3                       | 6                       | 45-28                   |
| 1998 | Высшая (Финал)               | 8 из 8                  | 14                      | 2                       | 2                       | 10                      | 9-35                    |
| 1999 | Высшая                       | 12 из 12                | 22                      | 2                       | 3                       | 17                      | 9-62                    |
| 2000 | Высшая                       | 9 из 12                 | 22                      | 6                       | 2                       | 14                      | 21-45                   |
| 2001 | Высшая                       | 8 из 8                  | 28                      | 1                       | 3                       | 24                      | 16-103                  |
| 2002 | Высшая                       | 6 из 10                 | 18                      | 5                       | 4                       | 9                       | 27-35                   |
| 2003 | Высшая (зона «Юг»)           | снялся после 3-х матчей | снялся после 3-х матчей | снялся после 3-х матчей | снялся после 3-х матчей | снялся после 3-х матчей | снялся после 3-х матчей |
| 2005 | Первая (зона «Юг»)           | нет данных              | нет данных              | нет данных              | нет данных              | нет данных              | нет данных              |
| 2007 | Высшая                       | 4 из 9                  | 32                      | 16                      | 5                       | 11                      | 36-38                   |
| 2008 | Первая (зона «Юг»)           | 3 из 10                 | 18                      | 9                       | 3                       | 6                       | 53-34                   |
| 2009 | Высшая                       | 7 из 9                  | 16                      | 3                       | 0                       | 13                      | 15-40                   |
| 2012 | Первая (зона «Джалал-Абад»)  | нет данных              | нет данных              | нет данных              | нет данных              | нет данных              | нет данных              |
| 2013 | Первая (зона «Юг»)           | 5 из 7                  | 12                      | 5                       | 1                       | 6                       | 28-33                   |
| 2014 | Первая (зона «Юг»)           | 5 из 8                  | 14                      | 5                       | 1                       | 8                       | 32-41                   |
| 2015 | Первая (зона «Юг»)           | 6 из 8                  | 14                      | 4                       | 2                       | 8                       | 19-36                   |
| 2016 | Первая (зона «Юг»)           | 6 из 8                  | 14                      | 5                       | 1                       | 8                       | 22-38                   |
| 2017 | Первая (зона «Юг»)           | 6 из 7                  | 12                      | 2                       | 1                       | 9                       | 17-18                   |

## Известные игроки
Бацак, Вячеслав Николаевич